# Aurín
Aurín es una localidad española perteneciente al municipio de Sabiñánigo, en el Alto Gállego, provincia de Huesca, Aragón.
Aurín es un pueblo que está muy próximo al núcleo industrial de Sabiñánigo, pero su actividad principal es la agricultura y la ganadería, es de los pocos pueblos del Pirineo cuyos habitantes siguen dedicándose a este duro y cada vez menos reconocido oficio. 

## Arquitectura
Las casas están reformadas, destacando: Casa Polonia un ejemplo de casa-patio, la Abadía, Casa Pascual, con un bello patio de canto rodado, en el que aparece el cinco de oros de los naipes, y Casa el Royo, un bello ejemplo en ruinas de casa con huerto, pozo y abrebadero. En los dinteles de sus ventanas hay inscripciones y en una se puede leer: "Casa Asso", en otras hay fechas y un dibujo con forma de flor. Así mismo, destacan otras casa con algunas inscripciones y canetes de piedra. La iglesia está dedicada a S. Esteban y es del siglo XVII-XVIII, llama la atención la pila bautismal. 
La fuente ha sido recientemente restaurada. Destaca también su belleza natural, ya que a pesar de estar tan próximo a Sabiñánigo, posee la desembocadura del río Aurín con el río Gállego, un lugar tranquilo y agradable en el que antaño, familias de los alrededores pasaban tardes de "pic-nic". Actualmente, las corporaciones locales han descuidado esta zona. En el pueblo también podemos encontrar unas viviendas de alquiler para estancias vacacionales.